# Sobral
Sobral è un comune del Brasile nello Stato del Ceará, parte della mesoregione del Noroeste Cearense e della microregione di Sobral.
La città è sede della diocesi di Sobral e vi è sita la cattedrale diocesana.

## Spedizioni di osservazione astronomica
Nel 1919, in occasione di un'eclisse solare, furono organizzate due spedizioni per osservare le deflessioni della luce delle stelle passante vicino al bordo del sole oscurato: una a Sobral, nel nord-Est del Brasile, con gli astronomi Davidson e Crommelin, e una all'isola Príncipe, nel golfo di Guinea, con gli astronomi Eddington e Cottingham.
Una foto dell'eclissi solare del 29 maggio 1919 è servita a dimostrare la non-invalidità della Teoria della relatività generale.